# باد زالتسوفلن
باد زالتسوفلن (بالألمانية: Bad Salzuflen) هي بلدة وبلدة ألمانية تقع في ألمانيا في ليبه.

## المدن التوأمة
مدن لوكنفالده، ميلو وBridlington هي مدن توأمة لـباد زالتسوفلن.

## معرض صور

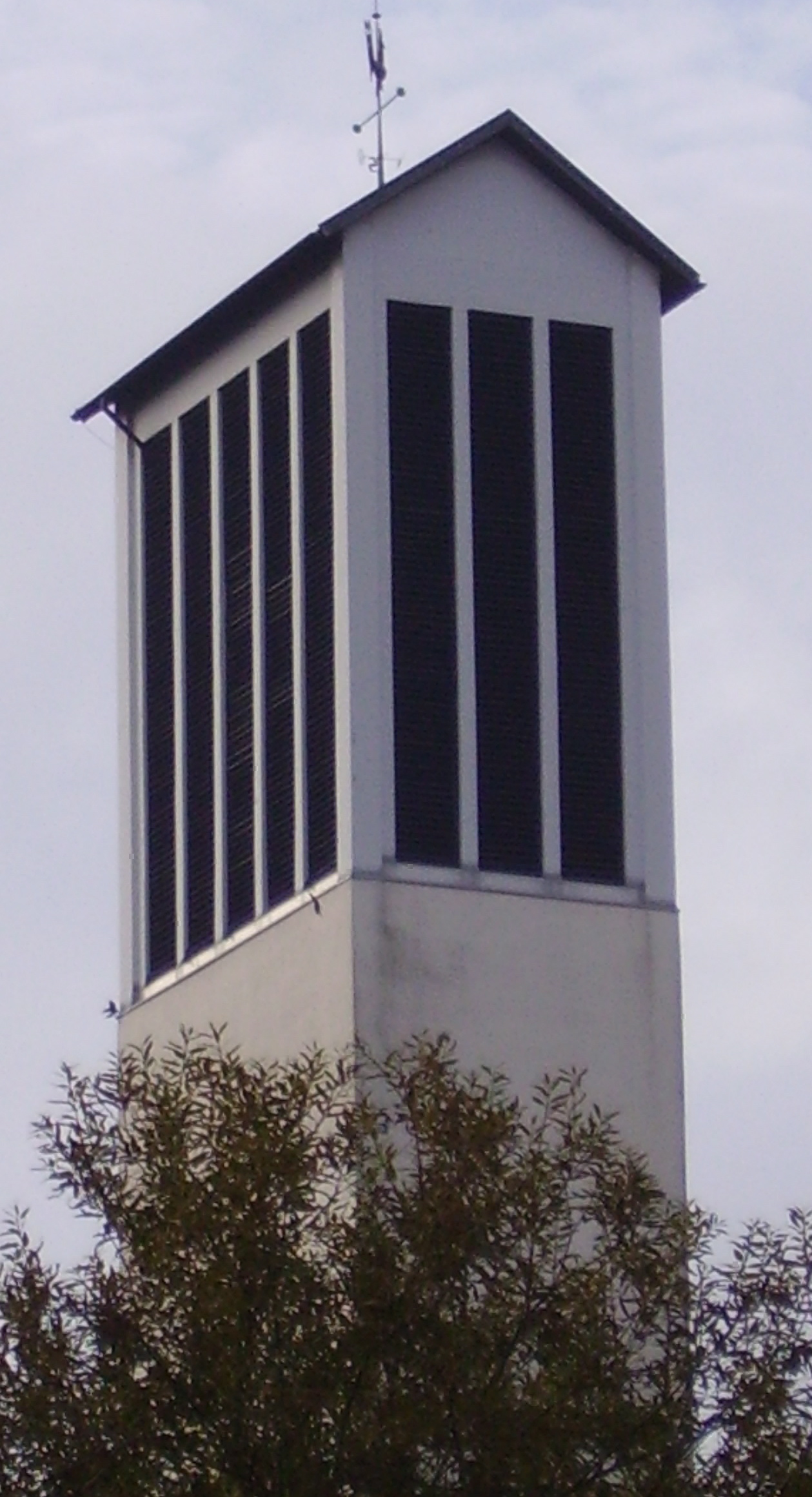
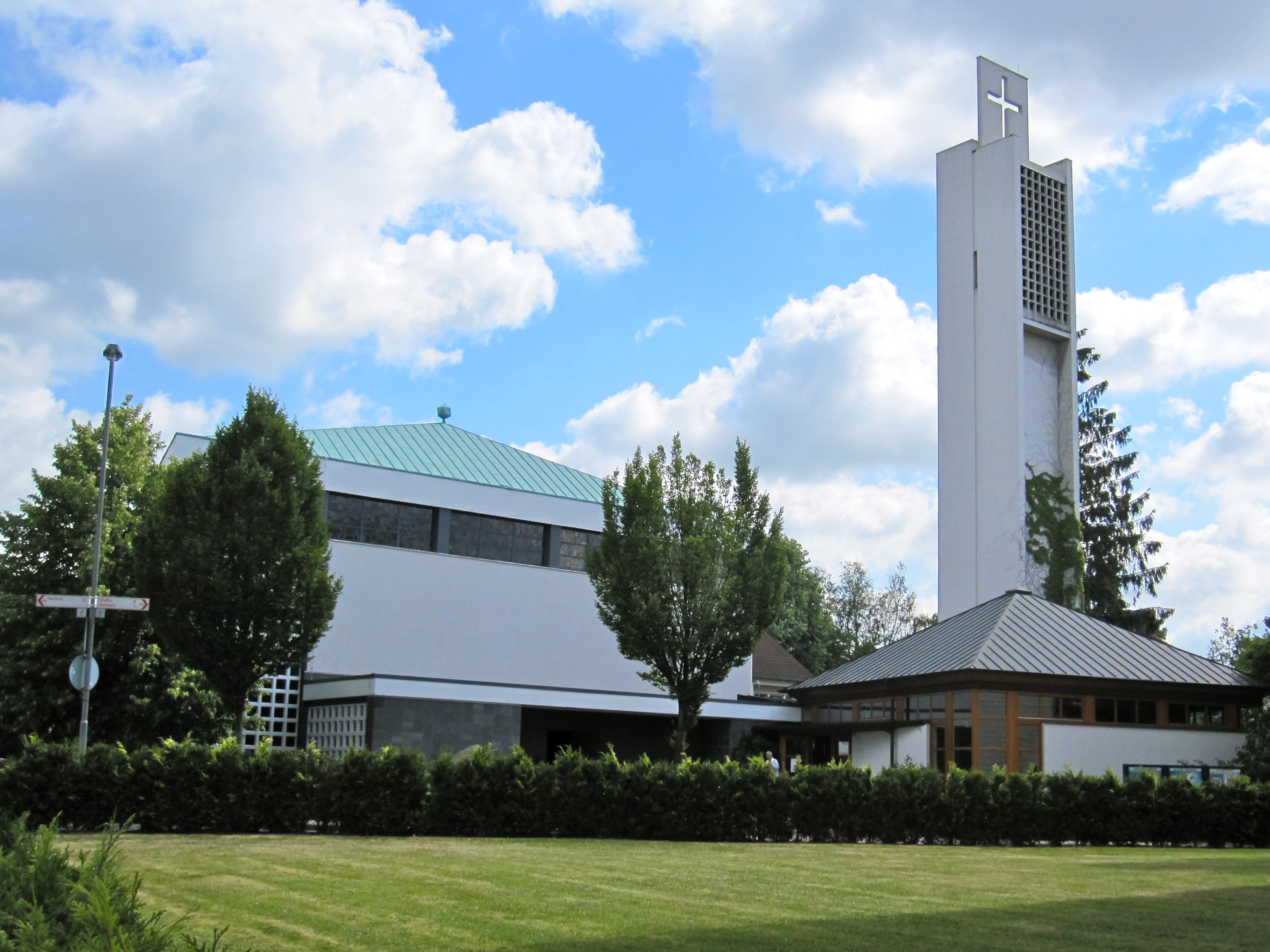
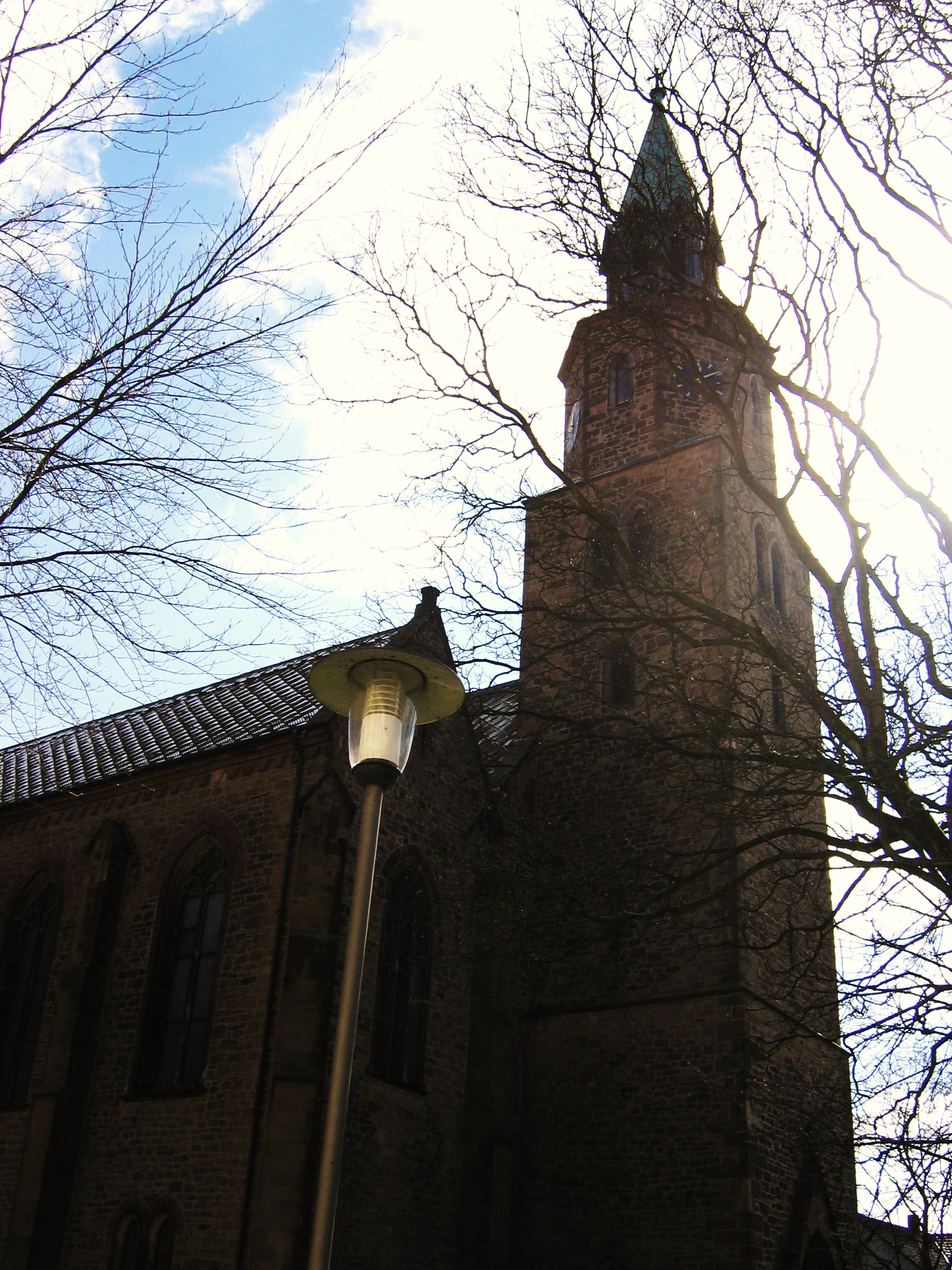
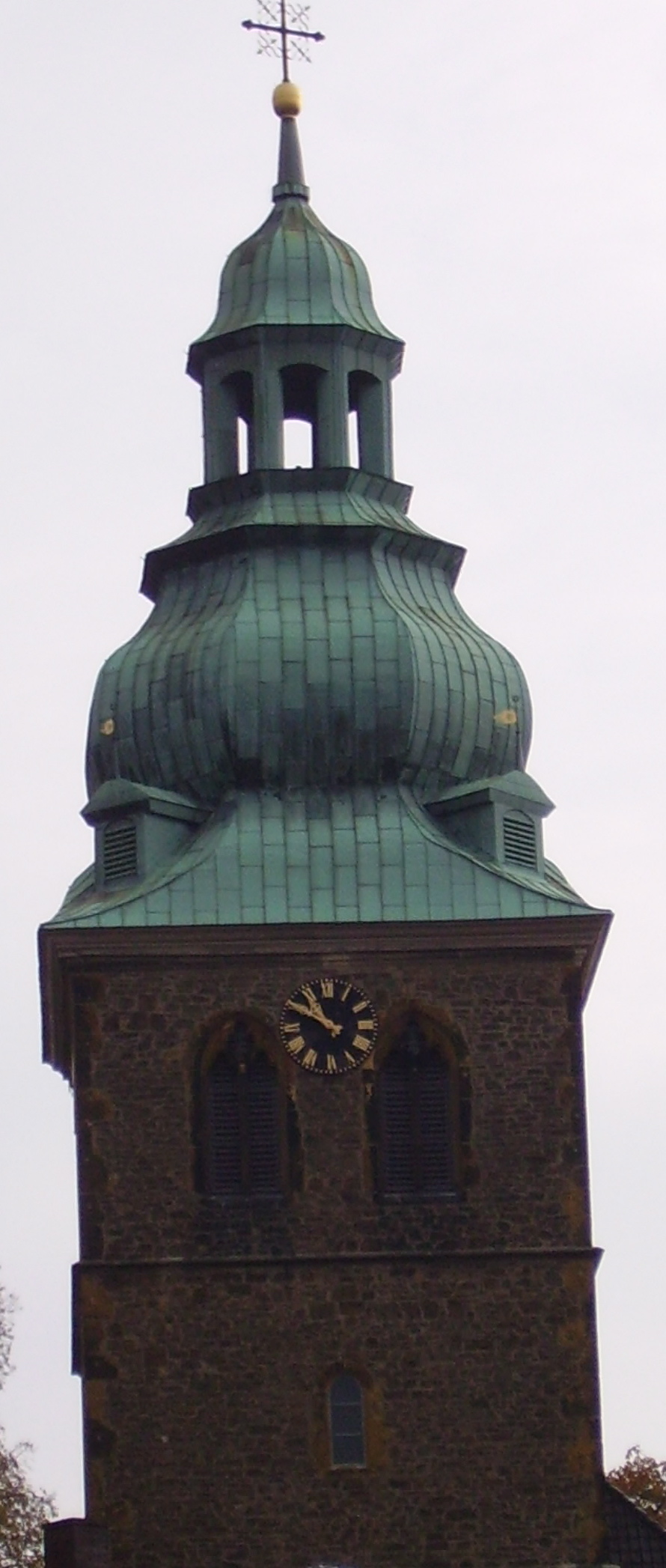
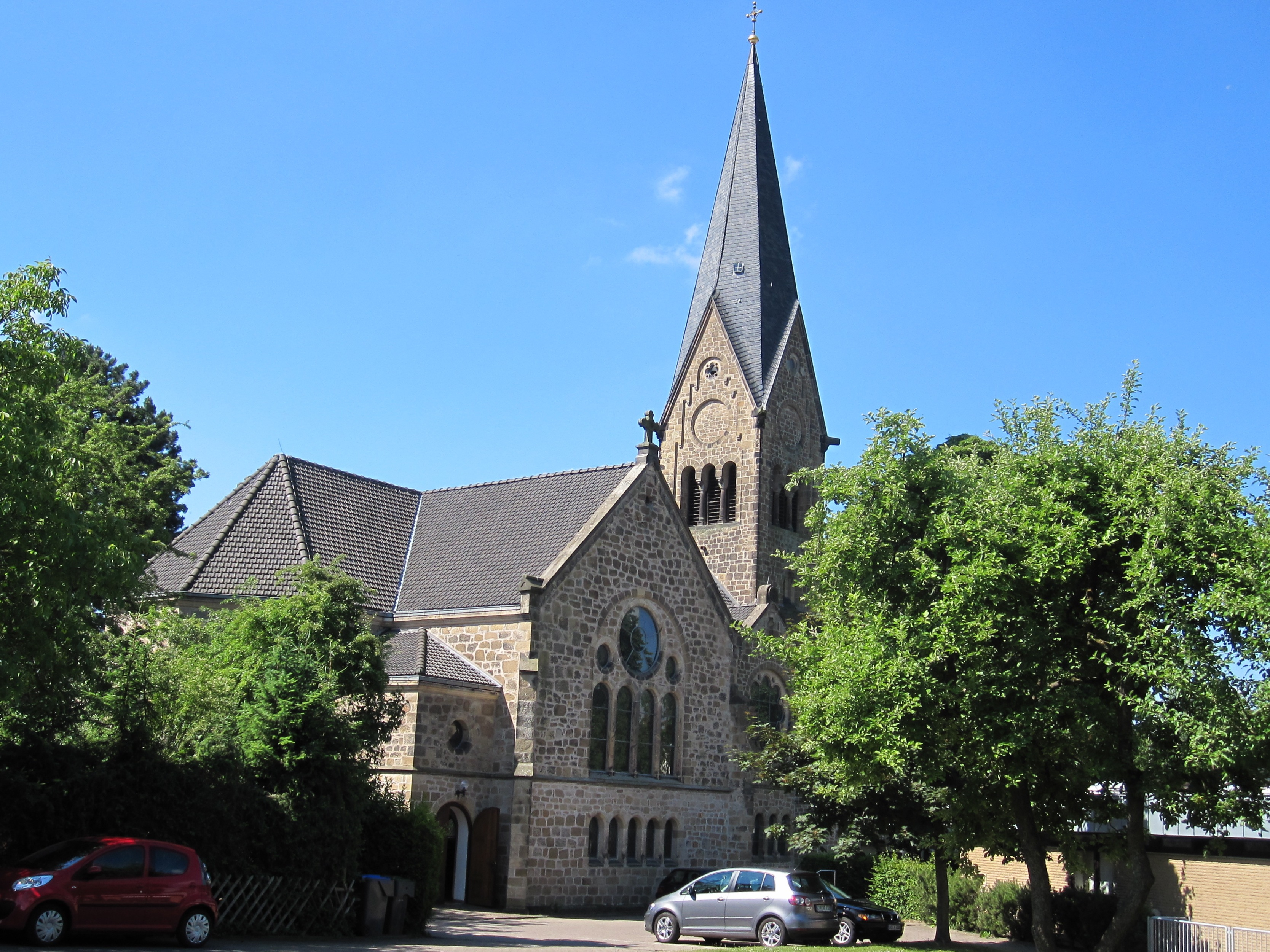

## أعلام
- إنغريد هارتمان
- كارل آدم
- أغنيس ميغيل
- يوهان شرودر (طبيب)